# Lars Porko
Lars Porko, född 1946 i Degerby, har varit VD för Ålands Penningautomatförening (Paf) sedan 1974. Under några år på 1980-talet hade han en paus från Paf och arbetade då med politik som trafikminister i Ålands landskapsstyrelse.
Lars Porko är utbildad vid handelsskolan i Åbo och bosatt i Mariehamn sedan 1960-talet.